# Washburn, Maine
Washburn är en ort i Aroostook County i delstaten Maine, USA.